# FN Five-seveN
La FN Five-seven, comercializada como Five-seveN, es una pistola semiautomática diseñada y fabricada por FN Herstal en Bélgica. El nombre del arma hace referencia a su calibre de 5,7 mm («cinco-siete» en inglés), y su estilo de ortografía intenta resaltar las iniciales de su fabricante, FN.

## Descripción
Es una pistola ergonómica, ligera y fácil de maniobrar. Su estructura está hecha de polímero. Emplea un cartucho específico que no es utilizado por ningún otro modelo de pistola de otras marcas: el 5,7 x 28 SS190, que tiene un retroceso muy bajo para el modelo, mayor precisión, y además puede penetrar chalecos antibalas clase IIIA hasta 50 m, razón por la que en algunos países de América Latina esta pistola es conocida con el alias de "Mata Policías".
Una prueba independiente ha mostrado que este cartucho puede perforar un chaleco antibalas, cubierto de ropa gruesa (suéter o una chaqueta de mezclilla) y todavía penetrar 18 cm de gel balístico. La FN Five-seveN tiene un cargador cuya capacidad es de hasta 20 cartuchos 5,7 x 28. Actualmente, la munición de este tipo (SS190) está reservada solamente para fuerzas militares y policiales. Existen versiones que no penetran blindaje disponibles para uso civil (SS195, SS196 y SS197).

## Accesorios
A todas las versiones se les puede integrar un puntero láser o una linterna. Laser-Devices, Inc diseña accesorios para este modelo.
Están disponibles cañones roscados para el uso de silenciador. Gemtech fabrica los silenciadores diseñados para la versión S-FN57.
FN produce miras nocturnas, sólo para las versiones DAO y Tactical. Trijicon fabricó las miras nocturnas de tritio para las versiones IOM y USG hasta el 2004.
Las fundas las produce Sidearmor. No están disponibles para la versión IOM, pero sí para la versión Tactical.

## Usuarios
- Arabia Saudita[14]
- Bélgica[15][16][17][18][19][16][20][19][21]
- Canadá[22]
- Chipre[23][15]
- España[15][24]
- Estados Unidos[23][14][25][26]
- Francia[27][28][29][30]
- Georgia[31]
- Grecia[32]
- Guatemala[33]
- India[34]
- Indonesia[35]
- Italia[36]
- Libia[2][37][38]
- México[39][15][40]
- Nepal[15]
- Perú[41]
- Polonia[42][43]
- Singapur[44]
- Surinam[45]
- Tailandia[46]